# Terre-et-Marais
Terre-et-Marais ist eine französische Gemeinde mit 1.288 Einwohnern (Stand 1. Januar 2022) im Département Manche in der Region Normandie. Sie gehört zum Arrondissement Saint-Lô und zum Kanton Carentan-les-Marais.
Sie entstand mit Wirkung vom 1. Januar 2016 als Commune nouvelle durch die Zusammenlegung der ehemaligen Gemeinden Sainteny und Saint-Georges-de-Bohon, die in der neuen Gemeinde den Status einer Commune déléguée haben. Der Verwaltungssitz befindet sich im Ort Sainteny.

## Gliederung

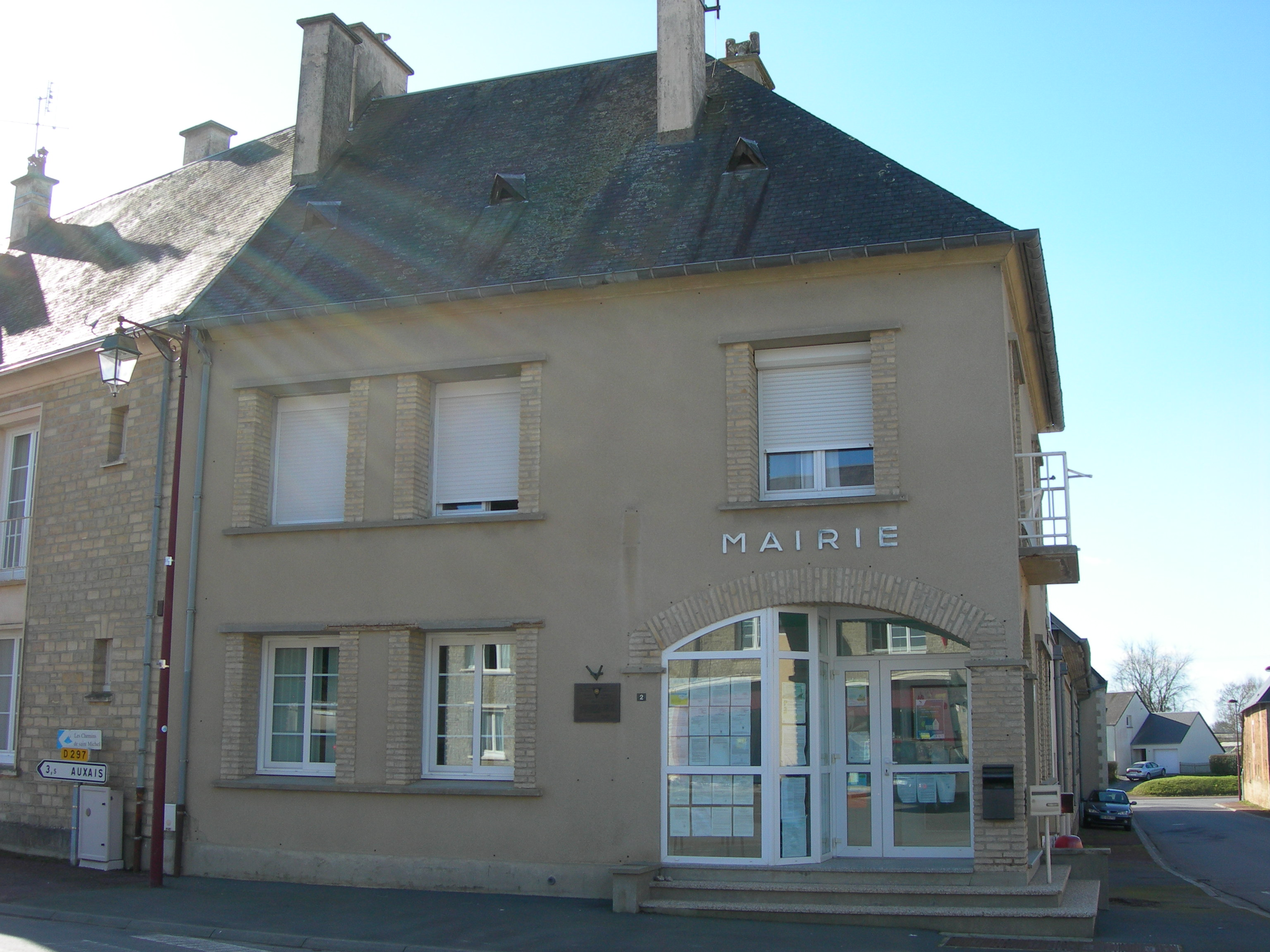
Die ehemalige Mairie von Sainteny

| Ortsteil                   | ehemaliger INSEE-Code | Fläche (km²) | Einwohnerzahl zum 1. Januar 2022 |
| -------------------------- | --------------------- | ------------ | -------------------------------- |
| Sainteny (Verwaltungssitz) | 50564                 | 21,63        | 877                              |
| Saint-Georges-de-Bohon     | 50470                 | 13,96        | 411                              |